# David McDowell Brown
David McDowell Brown (Arlington, 16 aprile 1956 – Texas, 1º febbraio 2003) è stato un astronauta statunitense vittima dell'incidente dello Shuttle Columbia.

## Biografia
Brown è nato in Virginia. Nel 1978 ha ricevuto un bachelor of science in biologia presso il College di William e Mary, nel 1982 ha ricevuto il dottorato in medicina dalla Eastern Virginia Medical School.
Nell'aprile del 1996 è stato selezionato dalla NASA. Dopo aver completato l'addestramento è stato qualificato come specialista di missione. Inizialmente fu assegnato allo sviluppo del carico utile della Stazione spaziale internazionale. È partito con la missione STS-107 dove perse la vita con i suoi compagni durante la fase di rientro. Oggi Brown riposa nel Cimitero nazionale di Arlington, Virginia.